# Nîjnii Rohaciîk, Verhnii Rohaciîk
Nîjnii Rohaciîk (în ucraineană Нижній Рогачик) este un sat în comuna Ușkalka din raionul Verhnii Rohaciîk, regiunea Herson, Ucraina.

## Demografie
Componența lingvistică a localității Nîjnii Rohaciîk
     Ucraineană (96,36%)
     Rusă (2,98%)
     Alte limbi (0,66%)
Conform recensământului din 2001, majoritatea populației localității Nîjnii Rohaciîk era vorbitoare de ucraineană (96,36%), existând în minoritate și vorbitori de rusă (2,98%).